# Болотинка
Болотинка — река в России, протекает по Поддорскому району Новгородской области и Дедовичскому району Псковской области. Устье реки находится в 221 км от устья Шелони по правому берегу, у нежилой деревни Болотня. Длина реки составляет 19 км.
В Новгородской области на реке стоят рядом деревни Шушелово и Петрово Белебёлковского сельского поселения. Здесь же (в 13 км от устья) справа в Болотинку впадает ручей Сычевский.
Ниже в Псковской области у реки напротив друг друга стоят деревни Алексино и Подсобляево Шелонской волости. В этом же месте справа в Болотинку впадает Ушенка. Ближе к устью слева в Болотинку впадает Паревичский.

## Данные водного реестра
По данным государственного водного реестра России относится к Балтийскому бассейновому округу, водохозяйственный участок реки — Шелонь, речной подбассейн реки — Волхов. Относится к речному бассейну реки Нева (включая бассейны рек Онежского и Ладожского озера).
Код объекта в государственном водном реестре — 01040200412102000024328.